# Contes cruels de la jeunesse
Pour plus de détails, voir Fiche technique et Distribution.
Contes cruels de la jeunesse (青春残酷物語, Seishun zankoku monogatari) est un film japonais réalisé par Nagisa Ōshima, sorti en 1960.
C'est le second film de la trilogie de la jeunesse d'Ōshima, après Une ville d'amour et d'espoir (1959)  et avant  l'Enterrement du soleil (1960).

## Synopsis
La jeune Makoto est tirée des griffes d'un homme qui l'avait prise en stop par l'étudiant Kiyoshi, qui le frappe et le dépouille. Elle devient amoureuse du jeune homme après qu'il l'a violée. Ils vivent de rackets en répétant le scénario de leur rencontre : il suit la voiture à moto, prêt à intervenir. Il s'emploie par ailleurs comme gigolo. Makoto ignore les remontrances de sa sœur aînée, qui a eu une éducation rigoureuse. La mère est morte et le père laisse faire. Makoto vit avec Kiyoshi. Elle tombe enceinte, il faut avorter, et pour cela trouver encore de l'argent. Les hommes battus et dépouillés portent plainte : le couple est incarcéré. À la sortie de prison, des proxénètes auxquels Kiyoshi doit de l'argent le retrouvent. Makoto se fait reprendre en stop, mais avec un fort sentiment de culpabilité.

## Fiche technique
- Titre : Contes cruels de la jeunesse
- Titre original : 青春残酷物語 (Seishun zankoku monogatari?)
- Réalisation : Nagisa Ōshima
- Scénario : Nagisa Ōshima
- Production : Tomio Ikeda
- Société de production : Shōchiku
- Musique : Riichirō Manabe
- Photographie : Takashi Kawamata
- Montage : Keiichi Uraoka
- Costumes : Taizō Saitō
- Pays de production :  Japon
- Langue originale : japonais
- Format : couleurs - 2,35:1 - 35 mm - son mono
- Genre : drame
- Durée : 96 minutes[1] (métrage : sept bobines - 2 638 m[1])
- Dates de sortie :
  - Japon : 3 juin 1960[1]
  - France : 5 mars 1986[2]

## Distribution
- Yūsuke Kawazu : Kiyoshi
- Miyuki Kuwano : Makoto
- Yoshiko Kuga : Yuki
- Fumio Watanabe : Akimoto
- Shinji Tanaka : Yoshimi Ito

## Commentaires
Nagisa Ōshima, qui n'a que 28 ans au moment de la réalisation, fait un large usage de la caméra portée et du tournage en extérieur, ce qui lui vaut d'être comparé aux autres réalisateurs des Nouvelles Vagues qui émergent simultanément dans plusieurs pays. Contes cruels de la jeunesse est ainsi considéré comme l'un des premiers films de la Nouvelle vague japonaise.
L'utilisation de personnages d'adolescents criminels comme héros fut source de controverse à l'époque, ce qui n'empêcha pas le film d'être un succès commercial et d'ouvrir la voie à toute une nouvelle génération de réalisateurs parmi lesquels Shōhei Imamura, Masahiro Shinoda, Yasuzō Masumura, Susumu Hani, Hiroshi Teshigahara qui attirèrent l'attention internationale. Avec ce film, Ōshima commence à explorer les thèmes qui le rendront célèbre : la jeunesse marginale et la déconstruction critique de l'imagerie stéréotypée du cinéma japonais.
Contes cruels de la jeunesse est le premier des trois films qu'Ōshima tournera en 1960, suivront : L’Enterrement du soleil et Nuit et brouillard du Japon.

## Récompenses
Sauf indication contraire, les informations mentionnées dans cette section peuvent être confirmées par la base de données cinématographiques IMDb,  présente dans la section « Liens externes ».
- 1960 : prix du nouveau réalisateur de la Directors Guild of Japan pour Nagisa Ōshima[3]
- 1961 : prix Blue Ribbon du meilleur nouveau réalisateur pour Nagisa Ōshima pour Contes cruels de la jeunesse, L’Enterrement du soleil et Nuit et brouillard au Japon